# Bart Hylkema
Bart Hylkema (ur. 30 grudnia 1989 roku w Maarn) – holenderski kierowca wyścigowy.

## Kariera
Hylkema rozpoczął karierę w wyścigach samochodowych w 2008 roku od startów w Północnoeuropejskim Pucharze Formuły Renault 2.0. Z dorobkiem 134 punktów uplasował się tam na 11 pozycji w klasyfikacji generalnej. W późniejszych latach pojawiał się także w stawce Europejskiego Pucharu Formuły Renault 2.0, M-Lease Aygo Cup oraz Międzynarodowej serii Brytyjskiej Formuły 3.

## Statystyki
| Sezon | Seria                                                       | Zespół                    | Wyścigi | Zwycięstwa | PP | NO | Podium | Punkty | Pozycja |
| ----- | ----------------------------------------------------------- | ------------------------- | ------- | ---------- | -- | -- | ------ | ------ | ------- |
| 2008  | Północnoeuropejski Puchar Formuły Renault 2.0               | Koiranen bros. Motorsport | 16      | 0          | 0  | 0  | 0      | 134    | 11      |
| 2009  | Północnoeuropejski Puchar Formuły Renault 2.0               | Motopark Academy          | 16      | 0          | 0  | 0  | 2      | 160    | 10      |
| 2009  | Europejski Puchar Formuły Renault 2.0                       | Motopark Academy          | 2       | 0          | 0  | 0  | 0      | 0      | NS      |
| 2010  | Europejski Puchar Formuły Renault 2.0                       | Koiranen bros. Motorsport | 16      | 0          | 0  | 0  | 2      | 64     | 6       |
| 2010  | Północnoeuropejski Puchar Formuły Renault 2.0               | Koiranen bros. Motorsport | 5       | 0          | 0  | 0  | 0      | 54     | 18      |
| 2010  | M-Lease Aygo Cup                                            |                           | 2       | 1          | 0  | 0  | 2      | 37     | 6       |
| 2011  | Międzynarodowa Seria Brytyjskiej Formuły 3                  | T-Sport                   | 14      | 0          | 0  | 0  | 0      | 5      | 23      |
| 2011  | Międzynarodowa Seria Brytyjskiej Formuły 3 - klasa narodowa | T-Sport                   | 15      | 11         | 10 | 11 | 12     | 214    | 2       |